# فارون شوبرا
فارون شوبرا (21 يونيو 1987 في المملكة المتحدة - ) (بالإنجليزية: Varun Chopra)‏ هو لاعب كريكت بريطاني. لعب مع نادي وارويكشاير للكريكيت ‏ ونادي مقاطعة ساسكس للكريكت ‏.

## وصلات خارجية
- فارون شوبرا على موقع إي آس بي آن كريك إنفو (الإنجليزية)